# لوزنو (کرایوو)
لوزنو (به صربی: Lozno) یک منطقهٔ مسکونی در صربستان است که در کرالیفو واقع شده‌است.